# Gradient electrochimic

Diagramă a concentrației ionice și a sarcinii în cazul unei membrane celulare semi-permeabile

Gradientul electrochimic face referire la un gradient al unui potențial electrochimic, de obicei pentru un ion care poate fi transportat printr-o membrană. Acesta constă în două componente, gradientul chimic (diferența de concentrație de o parte și de alta a membranei) și gradientul electric (diferența de sarcină electrică de o parte și de alta a membranei).